# 국민연합 (튀르키예)
국민연합(튀르키예어: Millet İttifakı), 약칭 국민(튀르키예어: Millet)은 터키의 선거연합으로, 2018년 총선을 앞두고 결성되었다. 2018년 5월 1일 공화인민당, 좋은당, 행복당, 민주당 4당의 연합으로 정식으로 결성되었으며, 대선 때는 각 당이 독자후보를 선출하되 총선 때는 단일후보를 선출하는 쪽으로 가닥이 잡혔다.
2017년 개헌 국민투표 및 개헌 실행에 반대하는 목적으로 조직된 것이 그 시초이며, 레제프 타이이프 에르도안 정권의 대통령제 개헌에 "아니오"를 지지하였다. 이후 2018년 2월 20일 여권연합인 인민연합이 조직되면서 이들의 대항마로 급부상하게 되었다.
총선에서 189석을 차지했으며, 7월 4일 아이툰 시라이 좋은당 사무총장은 "선거가 끝났으니 이제 연합이 존재할 이유가 없다"며 연합의 해체를 선언했다. 이에 뷜렌트 테즈칸 공화인민당 대변인은 "이론상 선거연합이 더 이상 존재할 이유는 없으나, 정당연합으로서 (권력 분점 등) 공통된 정책 분야에서는 협력을 계속할 것"이라고 밝혔다.